# رود
رود، آبی است روان که از به هم پیوستن آب چند چشمه در دره‌های کوهستانی به وجود آمده و جریان می‌یابد تا به دشت‌ ها، دریاچه‌ ها یا دریا ها و اقیانوس‌ ها بریزد.
رودخانه، به بستر و مسیر حرکت «رود» گفته می‌شود که معمولاً عبارت «رودخانه» با «رود» اشتباه می‌شود و به جای آن استفاده می‌شود. رودخانه‌ ها معمولاً در نخستین مرحله در پای کوه‌ ها، تشکیل مخروط افکنه‌ ها را داده و پس از طی مسیری با انباشت مواد آبرفتی خود به توسعهٔ دشت‌ ها کمک می‌کنند.
واژه رود که یک واژه پارسی پهلوی است به معنی ، آبی است روان که از به هم پیوستن آب چند چشمه در دره‌ های کوهستانی به وجود آمده و جریان می‌ یابد تا به دشت‌ ها، دریاچه‌ ها و یا دریا ها و اقیانوس‌ ها بریزد. رودخانه‌ ها معمولاً در اولین مرحله در پایکوه ها، تشکیل مخروط افکنه‌ ها را داده و پس از طی مسیری با انباشت مواد آبرُفتی خود به توسعه دشت ها کمک می‌کنند . گاه در برخی از رود های بزرگ در طی مسیر طولانی که دارند، به پیچان رود ها ( مئاند ) برخورد می‌کنیم که در اثر شیب کم زمین به وجود می‌ آیند. در ادامه زمانی که رود به مصب (محلی که رود به دریا می‌ریزد) می‌ رسد، در دهانهٔ خود دلتا را تشکیل می‌دهد. بنابراین مخروط افکنه‌ ها در پایکوه ها و دلتا ها در دهانه رود (مصب) به وجود می‌ آیند.

## ریشه‌شناسی
در پارسی میانه هم به آن رود گفته می‌شد. رود را نباید با رودخانه اشتباه گرفت.

## مخروط افکنه و دلتا
الگوی برخی از رودهای بزرگ در طی مسیر طولانی خود پیچان رودی (مئاندر) ای است. پیچان رودها در اثر شیب کم، تغییرات دینامیکی جریان و رسوبگذاری شکل می‌گیرند. در ادامهٔ زمانی که رود به مصب (محلی که رود به دریا می‌ریزد) می‌رسد، در دهانهٔ خود دلتا را تشکیل می‌دهد؛ بنابراین مخروط افکنه‌ها در پای کوه‌ها و به دور از تغییرات دینامیک دریا شکل می‌گیرند. اما دلتاها در دهانهٔ رودهای منتهی به خط ساحلی (مصب) به وجود می‌آیند. قاعده دلتاها اغلب تحت تأثیر حرکات آب دریا است و لندفرمهایی مانند خور، تالاب، پیکان ساحلی و سدهای ماسه‌ای شکل می‌گیرد. این لندفرمها وجه اصلی تمایز بین دلتا و مخروط افکنه به‌شمار می‌روند.

## دبی آب
به حجم آبی که در واحد زمان از مقطع عرضی یک رودخانه عبور می‌کند «دبی» رود گفته می‌شود که معمولاً آن را به متر مکعب در ثانیه بیان می‌کنند. مقدار دبی در واقع برابر است با حاصل‌ضرب سرعت جریان آب در سطح مقطع رودخانه. دبی یک رودخانه در طول سال تغییر می‌کند و معمولاً در فصل بهار، به علت ذوب یخ و زیاد شدن بارندگی و جاری شدن سیلاب، افزایش می‌یابد. در ایام گرما سال دبی رودخانه به حداقل می‌رسد.
برای اندازه‌گیری دبی جریان‌هایی مانند رودخانه، قنات و چشمه، راه‌های مختلفی وجود دارد ولی معمولیترین آن‌ها استفاده از «پروانهٔ آبی» است. تعیین دبی عامل مهم در بررسی‌های آب‌شناسی از جمله برآورد زمان پر شدن یک سد یا مخزن، تعیین احتمال وقوع سیل جهت طراحی سازه‌های مهارکننده و ارزیابی میزان فرسایش سطحی است.

## طولانی‌ترین رودهای جهان
رودهای نیل، آمازون، یانگتسه، می‌سی‌سی‌پی، هوانگهو، آمودریا و مکونگ جزو طولانی‌ترین رودهای جهان هستند.

## طولانی‌ترین رودهای ایران
کارون، سفیدرود و زاینده‌رود.

## نگارخانه

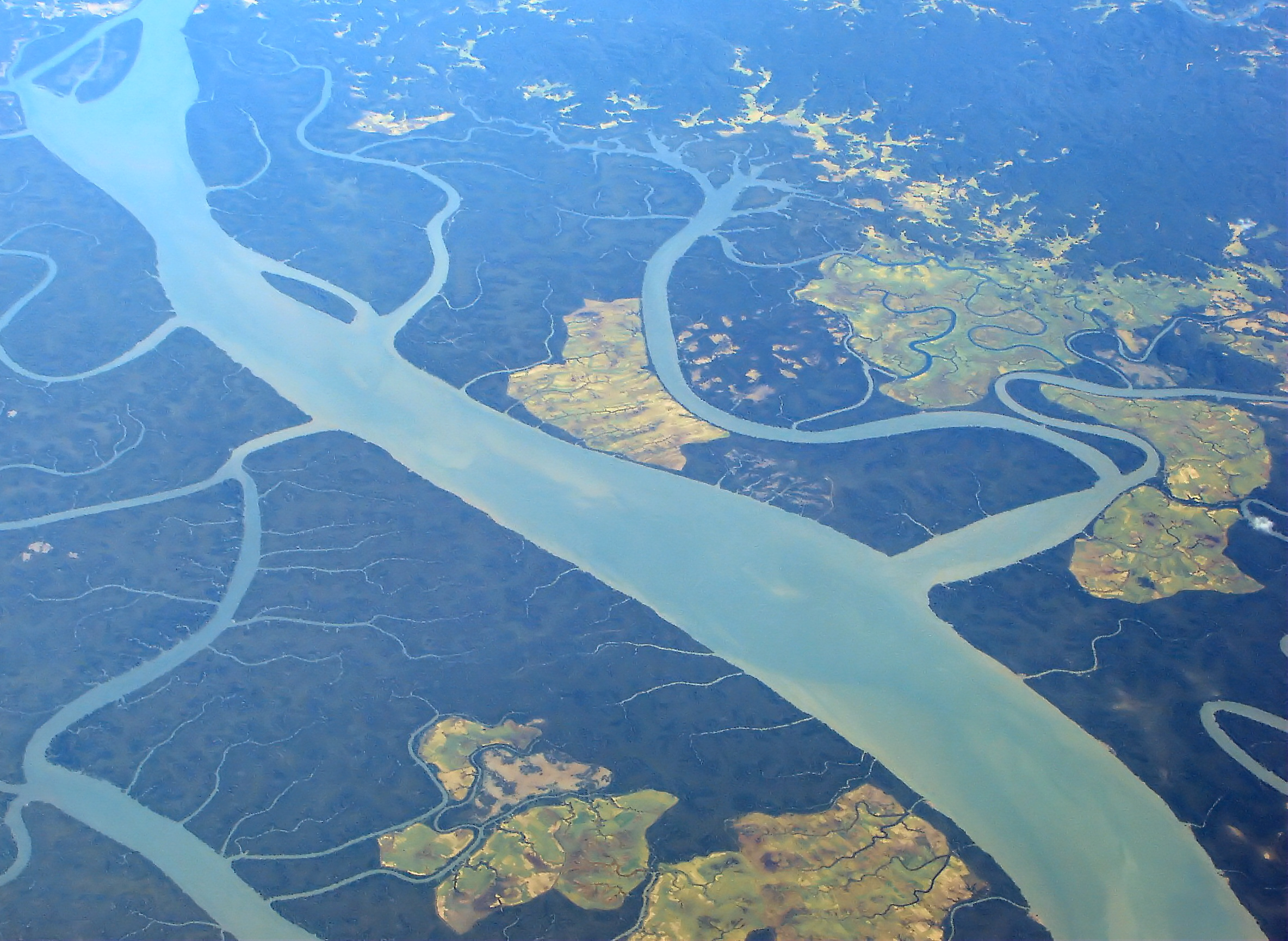
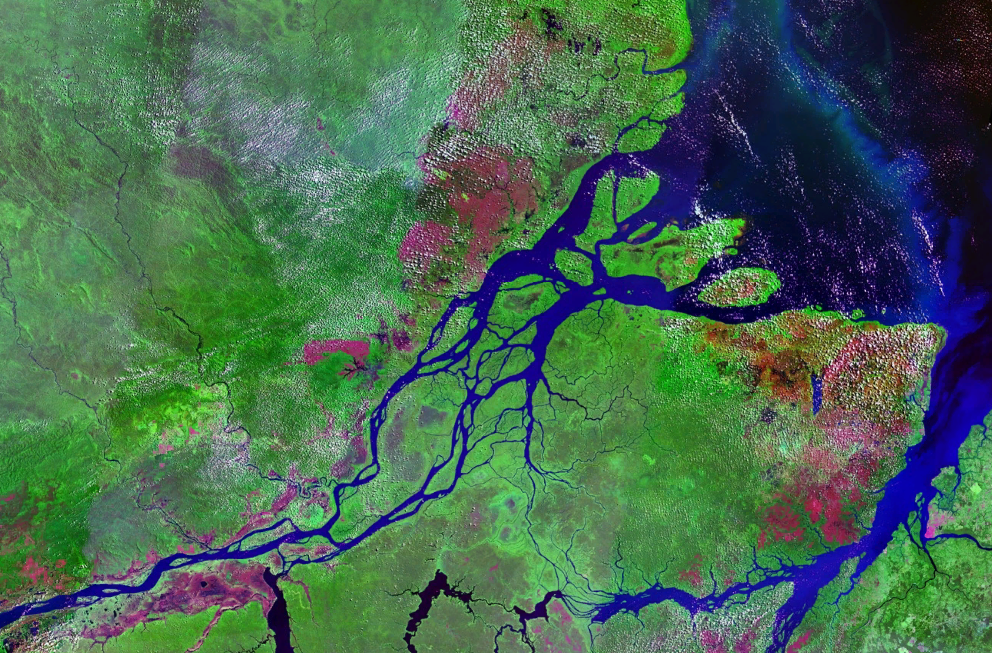
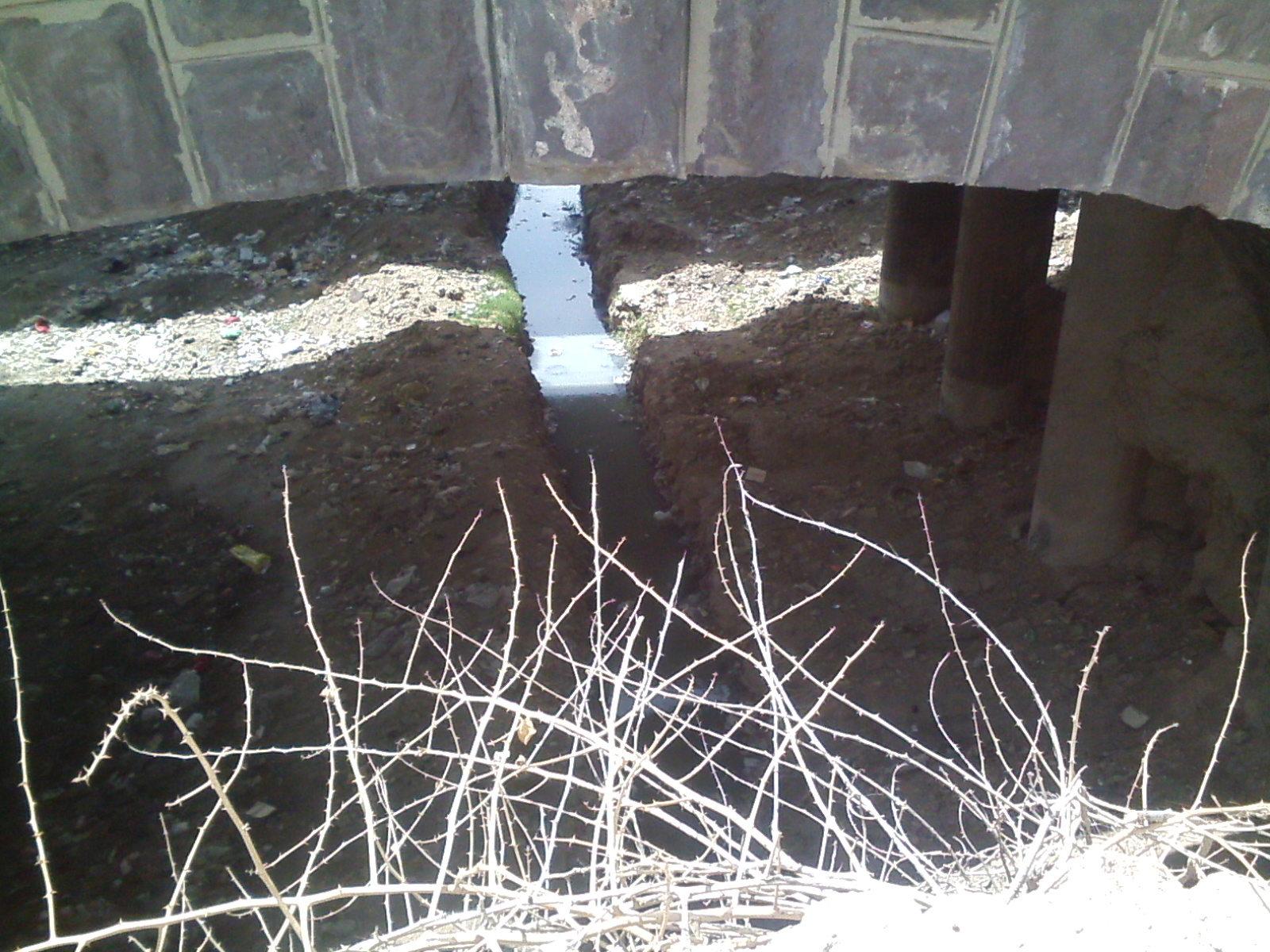
رودخانه کرج
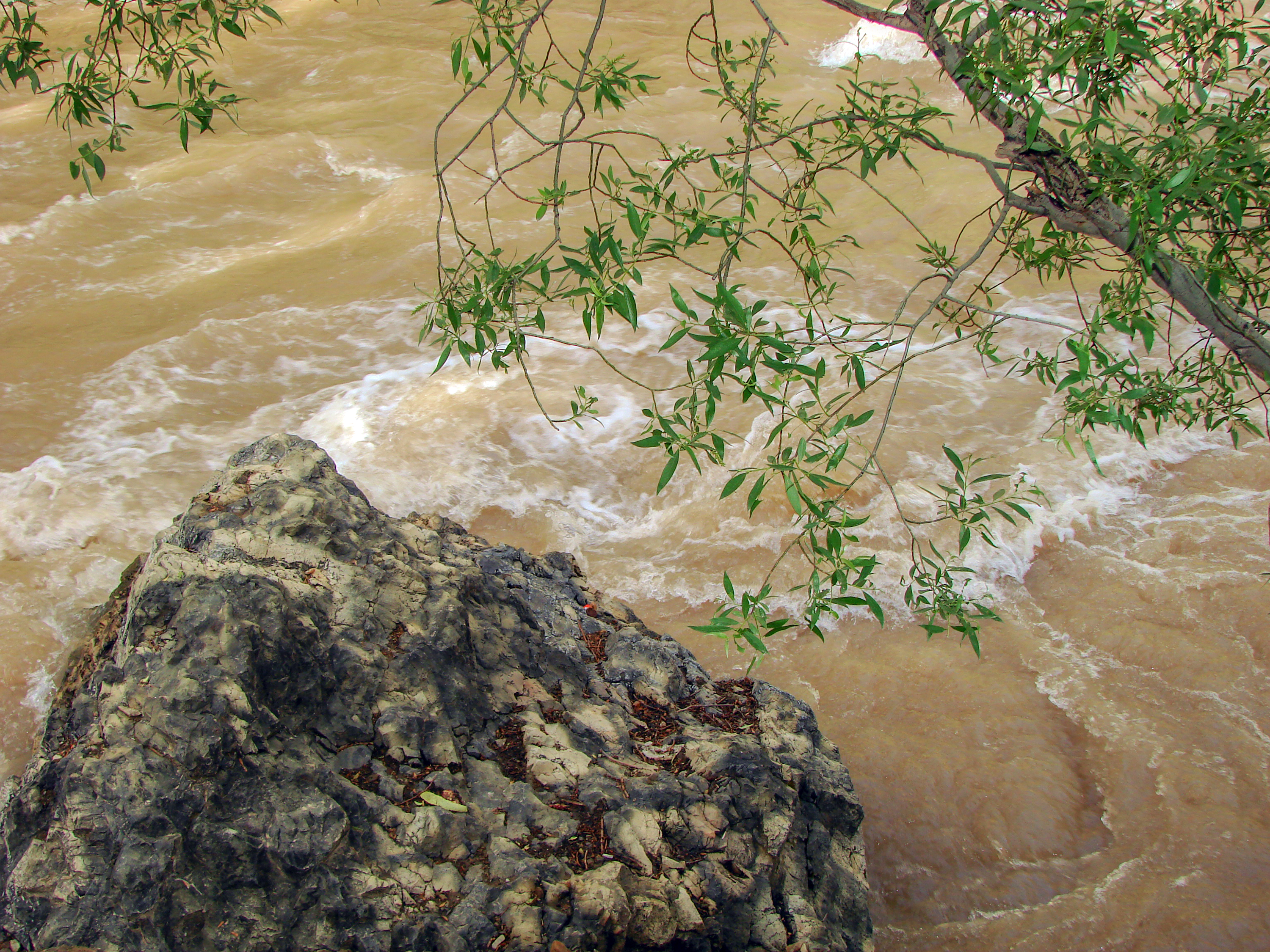
رودخانه ای در نمک آبرود استان مازندران
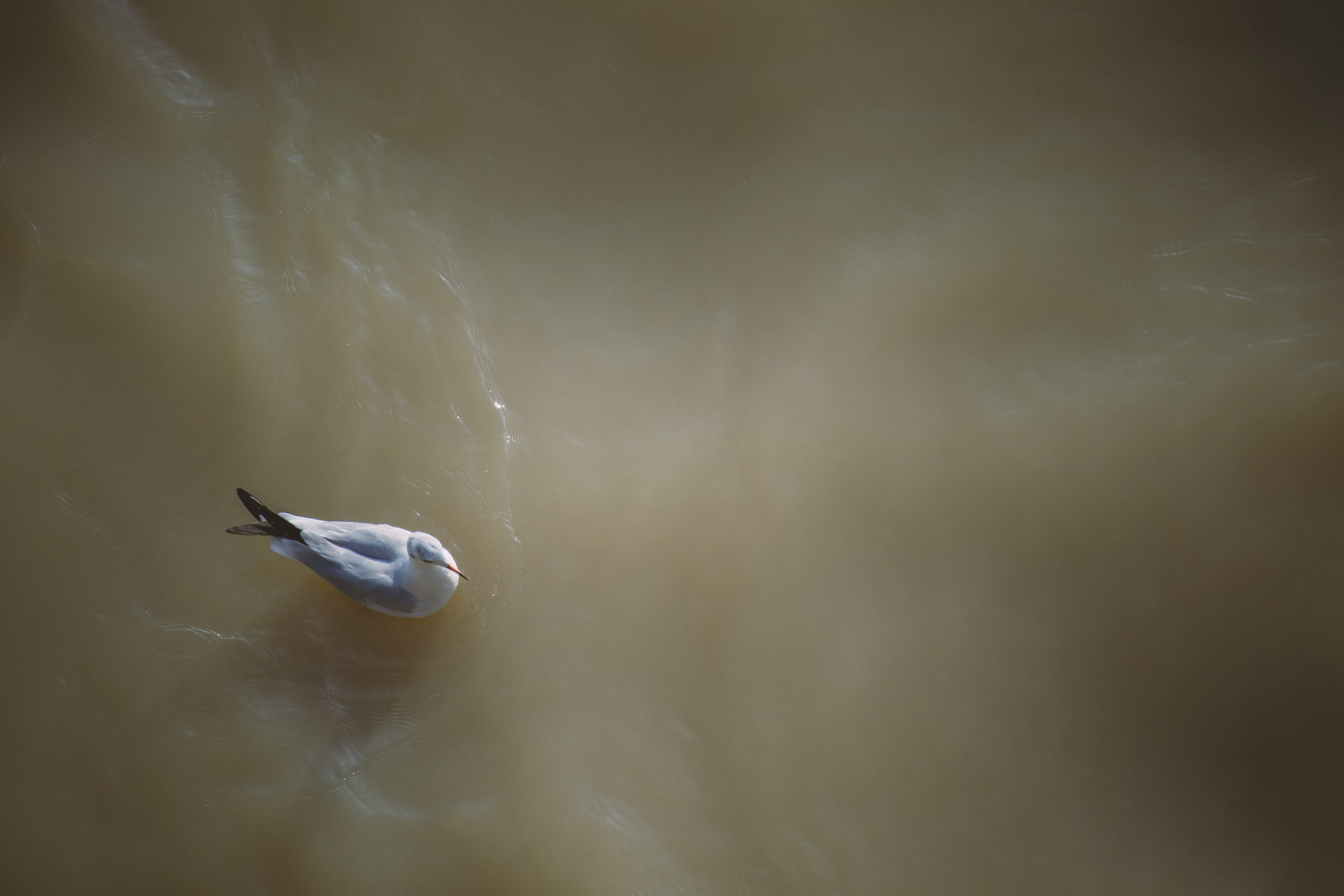
پرنده ای در بستر یک رودخانه
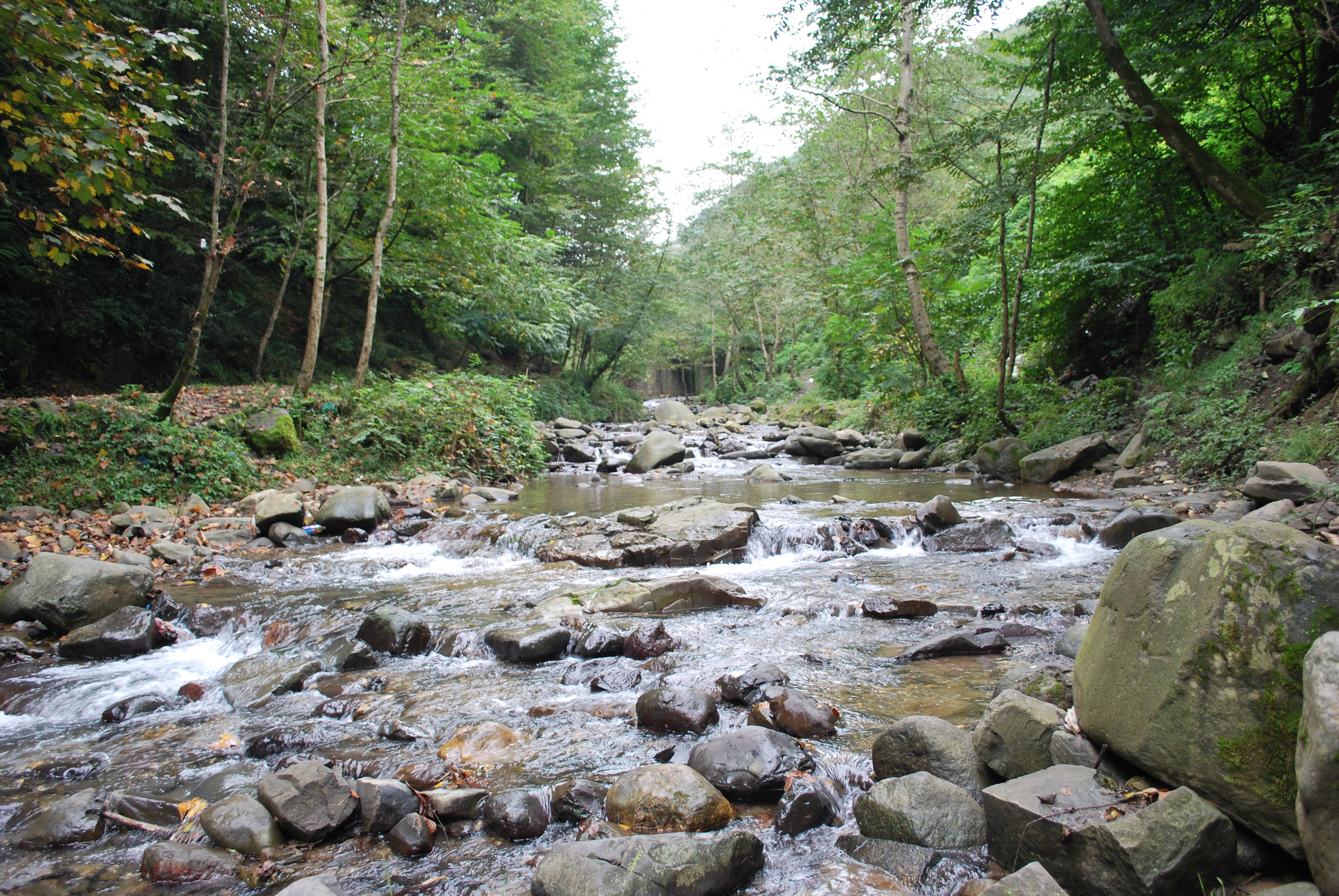
رودخانه‌ای در استان گیلان
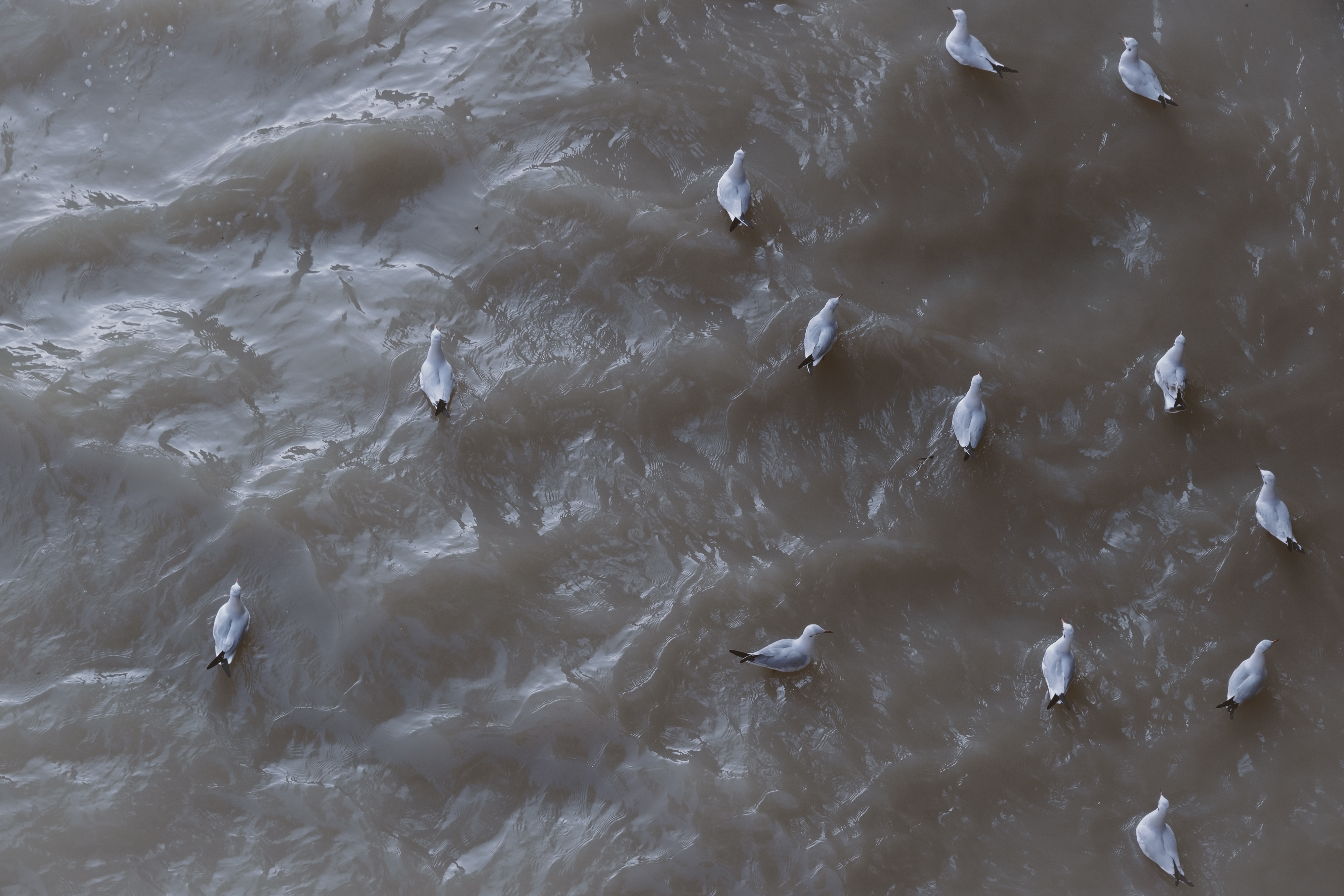
کاکایی‌ها در بستر رودخانهٔ قفقاز یا متکواری در شهر تفلیس گرجستان
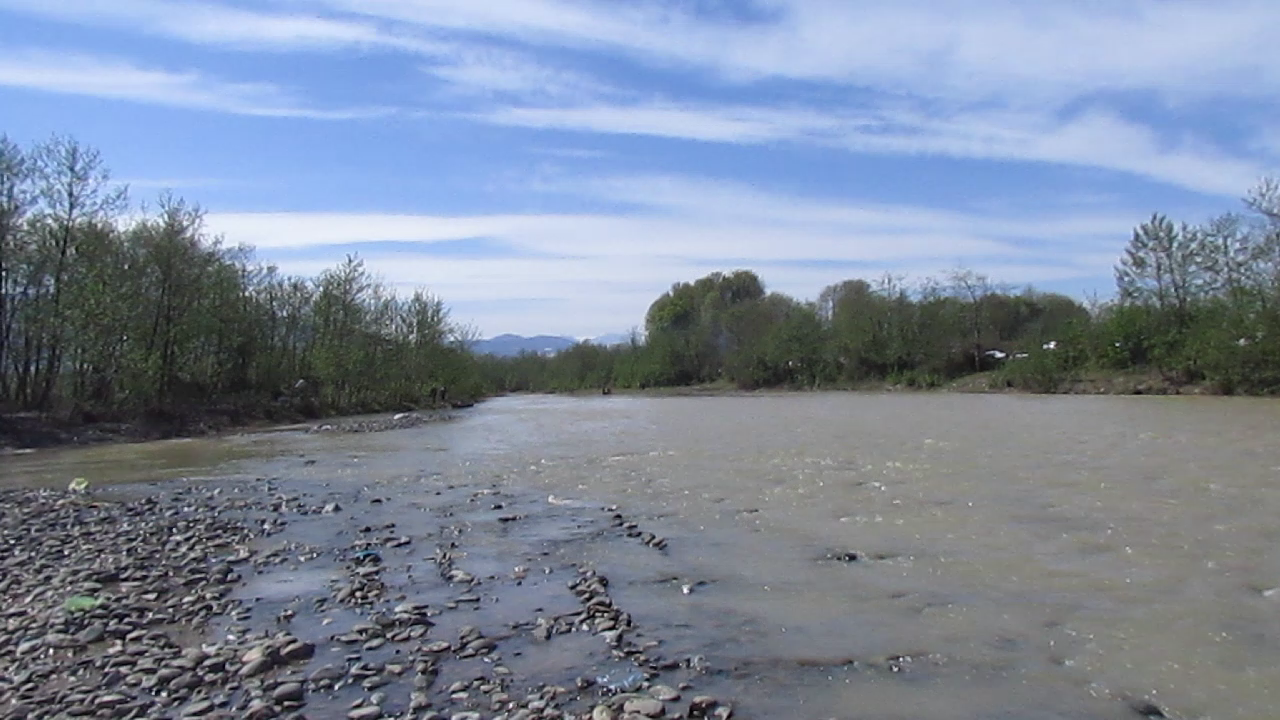
رودخانهٔ شنرود گلرودبار، لاهیجان - گیلان
رودخانه آجی چای در جوار شرقی روستای مایان سفلی تبریز
نمایی از پل ونیار بر تلخه‌رود